# The Rebel Flesh
"The Rebel Flesh"  (intitulado "A Carne Rebelde" no Brasil) é o quinto episódio da sexta temporada da série de ficção científica britânica Doctor Who, transmitido originalmente através da BBC One em 21 de maio de 2011. É a primeira parte de uma história dividida em dois capítulos, sendo concluída em "The Almost People". Ambos foram escritos por Matthew Graham e dirigidos por Julian Simpson.
No episódio, a TARDIS é atingida por uma tempestade solar, enviando o alienígena viajante do tempo conhecido como o Doutor (Matt Smith) e seus acompanhantes, o casal Amy Pond (Karen Gillan) e Rory Williams (Arthur Darvill), para um mosteiro em uma ilha na Terra no século XXII, que foi convertida em uma fábrica para bombear ácido para fora dela. Para evitar a morte pela substância, os trabalhadores utilizaram uma "matéria programável" chamada Carne, que cria um doppelgänger (chamado "Capatazes") controlado pelos trabalhadores. À medida que a tempestade solar chega, os as duplicatas tornam-se independentes e o Doutor, Amy e Rory devem trabalhar para evitar que os dois grupos entrem em guerra.
O showrunner da série, Steven Moffat, pediu especificamente a Graham para escrever os episódios sobre "avatares que se rebelam", embora a Carne e o mosteiro fossem ideias originais do roteirista. O episódio foi filmado nos últimos meses de 2010, com algumas locações no Castelo de Caerphilly para representar o mosteiro. Próteses foram usadas para criar as características faciais dos Capatazes, enquanto dublês dos atores foram usados para cenas em que um personagem e sua cópia estavam presentes juntos sem mostrar seus rostos. O episódio foi visto por 7,35 milhões de telespectadores no Reino Unido e alcançou um Índice de Apreciação do público de 85. Os revisores foram geralmente positivos em relação ao episódio; alguns elogiaram o cenário e os personagens, mas outros comentaram que a história não se desenvolveu o suficiente, embora fosse apenas a primeira parte. Os efeitos gerados por computador usados em uma cena também foram reprovados por alguns críticos.

## Enredo
A TARDIS é pega nas primeiras ondas de um "tsunami solar" e se materializa na Terra do século XXII. O Doutor, Amy e Rory se encontram em uma ilha remota, onde uma fábrica abrigada em um antigo castelo-mosteiro bombeia um ácido valioso e altamente corrosivo para o continente. A equipe de cinco pessoas da fábrica usa um fluido autorreplicante chamado Carne, do qual eles criam doppelgängers de si mesmos, coloquialmente chamados de "Capatazes", que são controlados à distância para operar no ambiente perigoso da fábrica. O Doutor, inicialmente se passando por meteorologista, teme que a pior parte do tsunami solar atinja o local em breve, já que é movido a energia solar, ameaçando os funcionários e se oferece para levá-los embora na TARDIS. A chefe, Miranda Cleaves, se recusa a fechar a fábrica até receber ordens do continente. Quando a tempestade começa, o Doutor corre para desconectar o coletor solar, mas o tsunami atinge o castelo, jogando-o da torre e deixando todos lá dentro inconscientes por uma hora.
Quando todos acordam, eles se encontram fora dos leitos de controle sem nenhum sinal dos Capatazes e logo descobrem que as duplicatas ganharam consciência. Logo depois, descobrem que dois Capatazes estão entre eles, se passando por Cleaves e Jennifer, se entregando ao ficarem com cor da pele branca. Jennifer também exibe a capacidade de se contorcer e esticar o corpo muito além dos limites naturais humanos. O avatar luta para se adaptar à sua nova identidade e  faz amizade com Rory, que começa a demonstrar uma ligação emocional com ela. A Cleaves Capataz trabalha em segredo com as outras duplicatas para tentar matar os humanos reais, enquanto a Cleaves humana planeja matar os Capatazes. O Doutor tenta reunir os dois lados, mas falha quando a Cleaves humana mata o Buzzer Capataz. Os avatares então planejam um ataque e o Doutor acusa Cleaves de matar um ser vivo que ela se recusa a reconhecer. A Jennifer Capataz caça sua contraparte humana para matá-la e o Doutor determina que em um mosteiro o lugar mais seguro para se estar é a capela, e direciona todos para lá, mas os Capatazes, em trajes de proteção contra ácido, atacam o local. Contra a vontade de Amy, Rory se separa do grupo para encontrar Jennifer depois de ouvir seus gritos. Enquanto se barricam na capela, Amy e o Doutor descobrem uma versão Capataz dele.

### Continuidade
O episódio seguinte, "The Almost People", confirma que o Doutor veio à base para examinar a Carne em seu estágio inicial, a fim de cortar humanamente sua conexão com Amy, que foi substituída por um avatar Capataz antes do começo da temporada. Ele é visto mais uma vez realizando um exame de gravidez em Amy que, como antes, não pode chegar a uma conclusão. A "Mulher do Tapa-Olho" também faz outra breve aparição para ela,  semelhante às de "Day of the Moon" e "The Curse of the Black Spot". Sua identidade é revelada em "The Almost People" e ela desempenha um papel importante em "A Good Man Goes to War" e "The Wedding of River Song".

## Produção

### Roteiro
Matthew Graham deveria originalmente escrever um único episódio para a quinta temporada, mas desistiu porque não teve tempo suficiente para elaborar o roteiro. Ele então recebeu um e-mail do showrunner da série, Steven Moffat, que lhe pediu para escrever para a sexta temporada, o qual ele concordou. Quando os dois se conheceram, Moffat disse que gostaria que os episódios levassem ao final da metade da temporada e que deveria lidar com "avatares que se rebelam". Inicialmente preocupado que isso pudesse parecer muito semelhante ao filme Avatar, Graham criou a Carne. O roteirista queria que os Capatazes fossem assustadores, mas não monstros que queriam "dominar o mundo por causa disso". Ele queria que eles parecessem relacionáveis ao público, pois eram humanos que mereciam direitos. Moffat sugeriu que os avatares trabalhassem em uma fábrica. Tentando torná-la diferente de outras locais parecidos apresentados em Doctor Who, Graham propôs ambientar a história em um mosteiro, o que Moffat aprovou. O mosteiro foi inspirado no filme O Nome da Rosa, enquanto os Capatazes foram influenciados por O Enigma de Outro Mundo; Graham o descreveu como este no contexto de O Nome da Rosa.
Nos primeiros rascunhos do roteiro, havia "tantas cópias de pessoas correndo pelo lugar" que tornavam a história muito confusa, então Graham e a equipe de produção trabalharam para torná-la mais racional. O episódio também contém uma subtrama na qual Rory ajuda e protege Jennifer enquanto ela está assustada pelos Capatazes, o que provou ser uma reviravolta no relacionamento de Amy e Rory. A atriz Karen Gillan gostou da trama. Amy sempre teve Rory "na palma da mão" e um lado diferente da personagem foi mostrado quando ela experimentou as mesmas emoções que Rory sentiu quando ela parecia interessada no Doutor. O ator Arthur Darvill também achou que deu a Rory a chance de "ser homem" e ser um herói protegendo alguém.

### Filmagens e efeitos

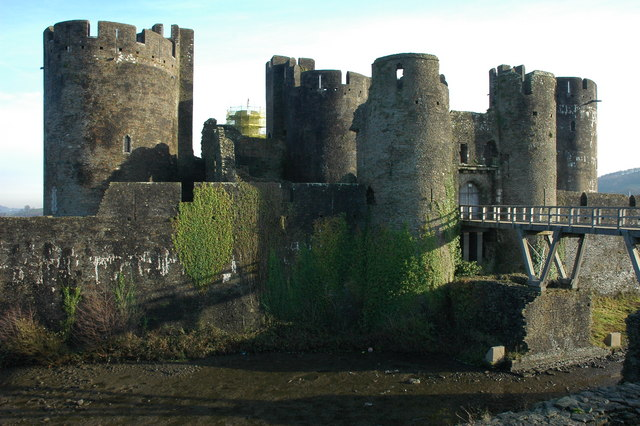
O Castelo de Caerphilly, que foi usado como local de filmagem para o mosteiro apresentado no episódio.

A leitura do roteiro de "The Rebel Flesh" e "The Almost People" ocorreu em 12 de novembro de 2010. Foi então filmado por volta do final de novembro e início de dezembro. As baixas temperaturas da época eram um desafio e causavam desconforto. A equipe estava preocupada que o elenco, principalmente os três atores principais, adoecessem, pois seus figurinos não foram projetados para tais condições climáticas. Mesmo assim, o elenco permaneceu saudável. Cenas fora e dentro do mosteiro foram filmadas no Castelo de Caerphilly, usado anteriormente na série em "The End of Time" e "The Vampires of Venice".
Cada ator interpretou seu respectivo Capataz, com próteses aplicadas em seus rostos para quando as faces das duplicatas voltassem ao material original da Carne. Moffat queria que os avatares parecessem "matéria do globo ocular": brancos com pequenos capilares passando por eles. Para as cenas em que tanto o personagem quanto seu respectivo Capataz contracenavam juntos, foi utilizado um dublê para cada um dos atores. A maioria das cenas mostrava o personagem ou sua cópia falando por cima do ombro de sua outra versão, já que apenas a parte de trás da cabeça dos dublês foi feita para parecer semelhante à dos atores.
O episódio também contém várias faixas de música contemporânea. No início, quando Amy e Rory estão jogando dardos dentro da TARDIS, a música "Supermassive Black Hole" do Muse é tocada ao fundo. Os Capatazes também tocam "You Don't Have to Say You Love Me" de Dusty Springfield.

## Transmissão e recepção
"The Rebel Flesh" foi transmitido pela primeira vez no Reino Unido na BBC One em 21 de maio de 2011 e na mesma data nos Estados Unidos na BBC America. No Reino Unido, números preliminares da audiência durante a noite foram de 5,7 milhões de telespectadores com um share de 29,3%. Quando a audiência final consolidada foi calculada, foi relatado que 7,35 milhões de espectadores assistiram ao episódio, tornando-o o sexto episódio mais assistido na BBC One na semana. Recebeu um Índice de Apreciação do público de 85, considerado pela BBC como "excelente".

### Recepção critica
"The Rebel Flesh" recebeu críticas geralmente positivas. Dan Martin, escrevendo para o The Guardian, disse que o episódio "é particularmente satisfatório", embora parecesse que não havia acontecido muita coisa por ser a primeira parte de uma história dupla. Ele elogiou o "mundo crível" de Graham e os personagens "bem construídos" de Cleaves, Buzzer e Jennifer.  Mais tarde, ele classificou-o como o sétimo melhor episódio da temporada, embora o último não tenha sido incluído na lista. O crítico do The Telegraph, Gavin Fuller, chamou-a de "uma história de Doctor Who de estilo muito tradicional ". Ele notou que Matt Smith teve uma atuação mais contida que se adequou à sensação do episódio, e também elogiou a vantagem tirada com a locação das filmagens para o mosteiro. O crítico da Radio Times, Patrick Mulkern, considerou o episódio uma melhoria em relação ao único outro episódio escrito por Graham para Doctor Who, "Fear Her", embora tenha "falhado em encantá-lo". Em contraste com Martin, Mulkern disse que os personagens do roteirista "ainda não tinham mostrado muitos sinais de vida", com exceção de Jennifer, que era "marginalmente simpática".
Matt Risley da IGN avaliou o episódio com uma nota 8 de 10, dizendo que ele apresentou "um conto Whovian sólido e tradicional, embora no seu melhor", embora ainda não fosse "nada inovador". Ele elogiou também o elenco de apoio que "conseguiu vender tanto seus originais humanos imperfeitos quanto seus colegas gangsters progressivamente malucos", bem como o cenário. No entanto, ele questionou a disposição de Rory em proteger Jennifer, pois achava que o personagem teria aprendido com suas experiências com a morte a ser mais cuidadoso.  Morgan Jeffery do Digital Spy deu ao episódio quatro de cinco estrelas, dizendo que "The Rebel Flesh" "atinge um equilíbrio satisfatório entre o humorístico e o horrível" desde o início. Ele elogiou Graham por lidar com a estrutura de duas partes, usando tempo extra para explorar os personagens e temas, e achou que o destaque do episódio foram as cenas de Rory com Jennifer. No entanto, o revisor criticou o CGI usado em algumas cenas, embora tenha chamado as próteses usadas pelos Capatazes de "impressionantes", assim como achou ruim o episódio terminar em "um cliffhanger decepcionante" que foi "claramente telegrafado demais ao longo do episódio".
O crítico da SFX Magazine, Richard Edwards, deu ao episódio quatro de cinco estrelas, dizendo que "parecia fantástico" e elogiou a escolha do mosteiro como fábrica, que explodiu "o clichê de um cenário industrial futurista imediatamente, e [fez] você sentir como se estivesse assistindo a algo novo." Como Jeffery, ele disse que os efeitos visuais eram "geralmente muito bons", mas criticou o CGI usado para as habilidades especiais de Jennifer. Keith Phipps do The A.V. Club classificou-o como "B" e chamou-o de "apenas um episódio muito bom". Sua reclamação foi que "realmente [parecia] meia história do jeito que os melhores episódios de duas partes de Doctor Who não parecem", embora ele tenha dito que conseguiu plantar pontos intrigantes para a conclusão.